# هايبرجيمنازيا
فقدان الشهية الرياضي (فقدان الشهية الرياضي)، الذي يُشار إليه أيضًا باسم فرط ممارسة الرياضة ، وهو أحد اضطرابات الأكل يتصف بالممارسة القهريه والمفرطه للتمارين. يميل الرياضي الذي يعاني من فقدان الشهية الرياضي إلى الإفراط في ممارسة الرياضة لمنح نفسه إحساسًا بالسيطرة على جسده. في أغلب الأحيان، يميل الأشخاص المصابون بهذا الاضطراب إلى الشعور بأنهم لا يتحكمون في حياتهم خارج نطاق تحكمهم في الطعام وممارسة الرياضة. في الواقع، هم ليس لديهم سيطرة؛ لا يمكنهم التوقف عن ممارسة التمارين أو تنظيم تناول الطعام دون الشعور بالذنب. بشكل عام، بمجرد بدء النشاط، يصعب التوقف لأنه يُنظر للشخص على أنه مدمن على الطريقة المعتمدة للتمرين.
يستخدم فقدان الشهية الرياضي في الإشارة إلى «اضطراب للرياضيين الذين يمارسون طريقة غير صحية واحدة على الأقل للتحكم في الوزن». على عكس فقدان الشهية العصبي، لا علاقة لفقدان الشهية الرياضي بصورة الجسم بقدر ما يتعلق بالأداء. يبدأ الرياضيون عادةً بتناول المزيد من الأطعمة «الصحية»، بالإضافة إلى زيادة تدريبهم، ولكن عندما يشعر الناس أن هذا ليس كافيًا ويبدأون في التدريب بشكل مفرط وخفض السعرات الحرارية التي يتناولونها حتى يصبح اضطرابًا نفسيًا.
لا يتم تصنيف على هايبرجيمنازيا وفقدان الشهية الرياضي على أنهما اضطرابات عقلية في أي من الكتيبات الطبية، مثل ICD-10  أو DSM-IV ،  كما أنها ليست جزءًا من المراجعة المقترحة لهذا الكتيب، الدليل التشخيصي والإحصائي للاضطرابات النفسية- 5 . إذا كان الأمر كذلك، لكانت هناك زيادة بنسبة 10-15٪ في الاضطرابات النفسية المتعلقة بالرياضة.
أظهرت دراسة أجريت في مركز فقدان الشهية في مستشفى هودينجه في ستوكهولم بالسويد أن فقدان الشهية الرياضي يمكن أن يؤدي إلى اضطرابات عقلية.
القلق والتوتر والضغط الذي يمارسه الأشخاص المصابون بفقدان الشهية الرياضي على أنفسهم (بالإضافة إلى الضغط الذي قد يضعه الآباء والمدربون على الرياضي) يتسبب في حدوث اضطرابات عقلية.

## العلامات والأعراض
يمكن للشخص المصاب بفقدان الشهية الرياضي أن يعاني من العديد من العلامات والأعراض، بعضها مدرج أدناه. تعتمد خطورة الأعراض على الفرد، تزداد الأعراض مع طول منارسة ا الرياضي التمارين بشكل مفرط. إذا استمر فقدان الشهية الرياضي لفترة طويله بما فيه الكفاية، يمكن أن يصاب الفرد بسوء التغذية، مما يؤدي في النهاية إلى مضاعفات أخرى في الأعضاء الرئيسية مثل الكبد والكلى والقلب والدماغ.
- التمرين المفرط
- السلوك المهووس بالسعرات الحرارية والدهون والوزن
- يستند تقدير الذات على الأداء البدني
- الاستمتاع بالرياضة متضائل أو مختفي
- إنكار الإفراط في ممارسة الرياضة يمثل مشكلة

## الأسباب
لا يوجد سبب واحد لفقدان الشهية الرياضي، ولكن هناك العديد من العوامل التي تساهم في هذا الاضطراب. أظهرت الأبحاث أن منطقة على الكروموسوم 1 مرتبطة بفقدان الشهية العصبي وفقدان الشهية الرياضي.  وبالتالي، يكون الشخص أكثر عرضة للإصابة بفقدان الشهية الرياضي إذا كان أحد أفراد عائلته المباشرين مصابًا بهذا الاضطراب. ليست الجينات الموروثه فحسب، بل وايضاً البيئة التي يتواجد فيها الشخص أيضًا، لها تأثير كبير على هذا الاضطراب. غالبًا ما يقترح المدربون والآباء على الرياضي / الطفل إنقاص الوزن من أجل أداء أفضل. الرياضات مثل التزلج على الجليد والباليه والجمباز تشجع الرياضيين من الذكور والإناث على التمتع بجسم نحيل. يمكن للإناث اللاتي يمارسن الرياضة أن يعانين من متلازمة تعرف بالثالوث. تلعب وسائل الإعلام دورًا مهمًا للغاية في الضغط على الرياضيين للحصول على الجسم المثالي والنحافة، مما قد يحفز فقدان الشهية الرياضي أيضًا. 

## العلاج
وفقًا للمركز الوطني لمعلومات اضطرابات الأكل (NEDIC)، فإن الخطوة الأولى للشخص الذي يمر بفقدان الشهية الرياضي هي إدراك أن عاداتهم في الأكل والتمارين الرياضية تضر بهم. بمجرد أن يدرك الفرد أنه يعاني من اضطراب، يجب تحديد موعد مع طبيب الأسرة. يمكن لطبيب الأسرة أن ينصح بمزيد من العناية الطبية إذا لزم الأمر. مع مرض فقدان الشهية الرياضي، من المهم أن تذهب إلى اختصاصي تغذية وكذلك مدرب شخصي. يحتاج الأشخاص المصابون بفقدان الشهية الرياضي إلى تعلم التوازن بين التمارين الرياضية وتناول السعرات الحرارية.